# Aeroportul Ogdensburg
Aeroportul Ogdensburg (IATA: OGS, ICAO: KOGS, FAA LID: OGS) este un aeroport din New York, Statele Unite ale Americii ce deservește zona Ogdensburg⁠(d). Aeroportul a fost tranzitat în 2019 de 53.842 de pasageri. A fost numit după zona deservită.
Situat la o altitudine de 91 m, aeroportul dispune de 1 pistă.

## Infrastructură

### Piste
Aeroportul dispune de o singură pistă. Pista 09/27 are suprafața de asfalt și dimensiunile 6.400 picioare × 150 picioare. 